# Савицкий, Олег Владимирович
Олег Владимирович Савицкий (род. 3 августа 1950, Чистопрудненское сельское поселение, Калининградская область) — российский политический деятель. Депутат Государственной Думы второго созыва (1995—1999).

## Биография
В 1980 году О. В. Савицкий заочно окончил Куйбышевский сельскохозяйственный институт по специальности «зооинженер».
1990—1993 гг. — народный депутат РСФСР.
1995—1999 гг. — депутат Государственной Думы Российской Федерации. Являлся членом Парламентской ассамблеи Совета Европы.
С 2001 г. — депутат Самарской Губернской Думы третьего созыва.
C 11 марта 2007 г. — депутат Самарской Губернской Думы четвёртого созыва по Усинскому избирательному округу № 18.